# Boris Pasternak

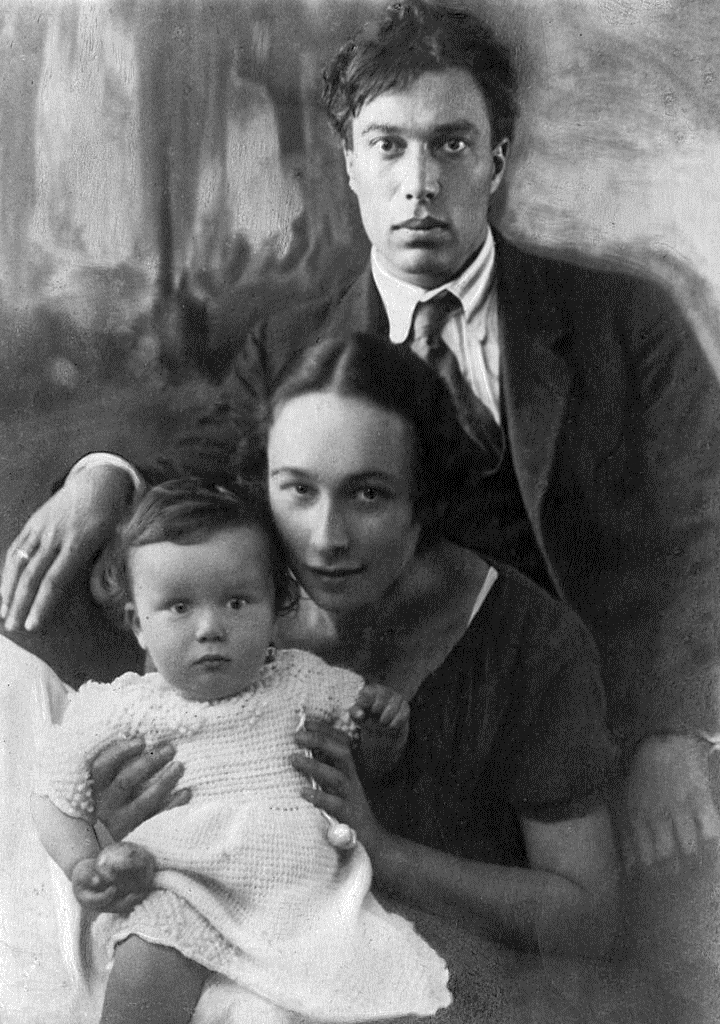
Pasternak en zijn gezin in de jaren 1920

Boris Leonidovitsj Pasternak (Russisch: Бори́с Леони́дович Пастерна́к) (Moskou, 10 februari [O.S. 29 januari] 1890 – Peredelkino, 30 mei 1960) was een Russisch dichter, schrijver en componist die in 1958 de Nobelprijs voor Literatuur kreeg toegekend.

## Leven en werk

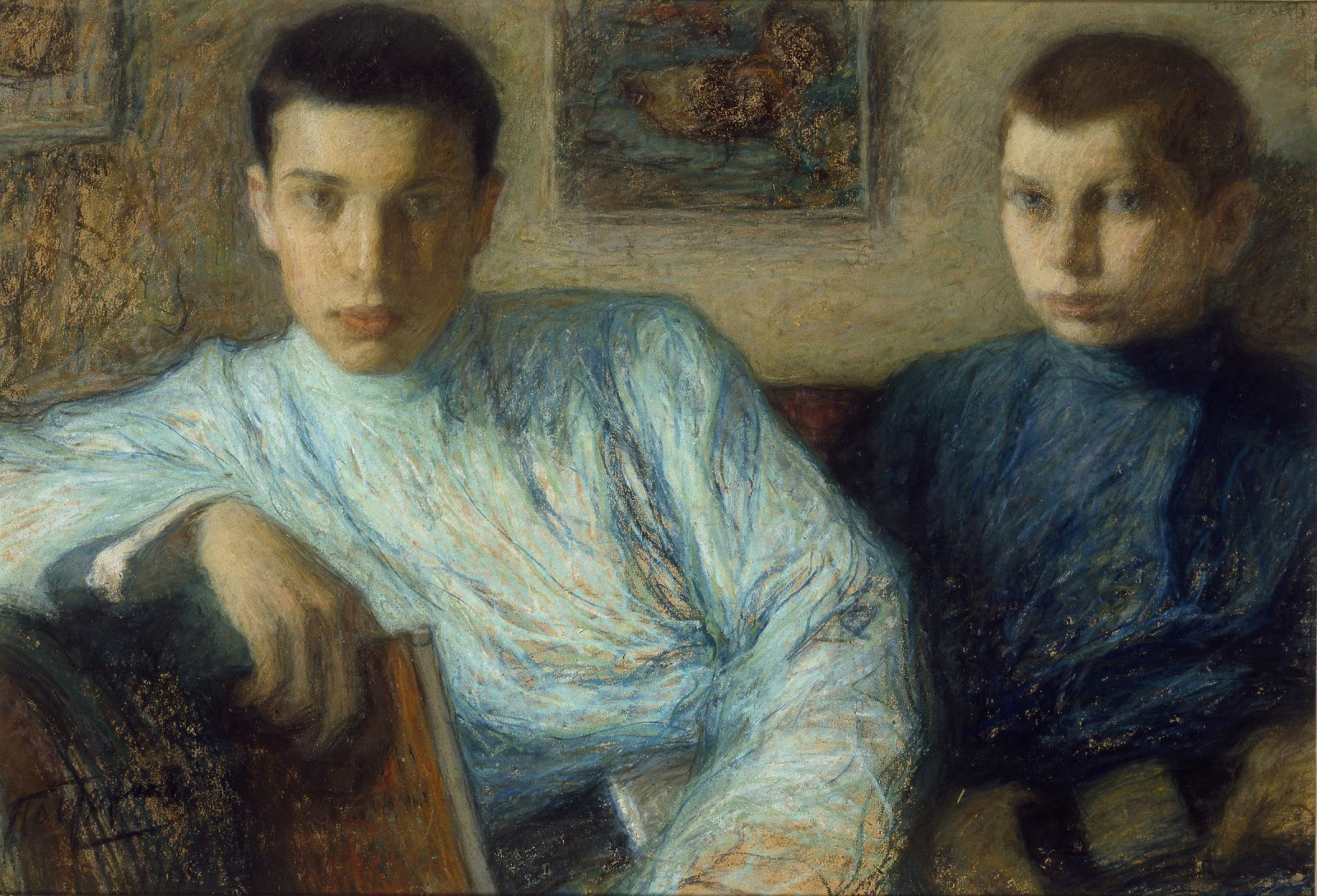
Boris Pasternak (l) met zijn broer Alexander, geschilderd door vader Leonid

Pasternaks vader, Leonid, was portretschilder en docent op de Kunstacademie te Moskou; zijn moeder, Rosa Kaufmann, was pianiste. Hij groeide op in een kosmopolitisch en intellectueel milieu: tot regelmatige bezoekers van de familie behoorden onder anderen de componisten Sergej Rachmaninov en Aleksandr Skrjabin, de dichter Rainer Maria Rilke en schrijver Leo Tolstoj.
Boris Pasternak begon op dertienjarige leeftijd aan zijn compositiestudie bij Joeri Engel: hiervan zijn onder meer een pianosonate en pianopreludes het gevolg. Na zijn eindexamen ging hij aan de universiteit rechten studeren, maar hij voltooide tegelijkertijd zijn studie compositie aan het Conservatorium van Moskou bij Reinhold Glière. In 1909 nam hij het besluit om met de muziek op te houden. In 1910 ging hij filosofie studeren, maar al snel wijdde hij zich aan het schrijverschap. In 1914 maakte hij zijn debuut met de kleine gedichtenbundel Tweeling in de wolken, geïnspireerd door Aleksandr Blok en de ideeën van Kant. Tijdens de Eerste Wereldoorlog werkte hij in een chemische fabriek te Perm, welke ervaring hij later deels verwerkte in Dokter Zjivago.
In 1922 publiceerde Pasternak de dichtbundel Mijn zuster het leven. Daarna volgden in hoog tempo de bundels Thema’s en variaties (1923), Het jaar 1905 (1926) en Luitenant Schmidt (1927), plus de prozawerken De jeugd van Ljoewers (1922), Brieven uit Toela (1922) Een verhaal (1929) en het autobiografische Vrijgeleide (1929). Deze werken vestigden de reputatie van Pasternak als een van de grootste schrijvers van de Russische literatuur.
Pasternaks poëzie wordt gekenmerkt door een intens meebeleven met het gevoel van het onderwerp. Het gaat om de emoties, de extase van gevoelens. Zijn gedichten kenmerken zich door een hoge muzikaliteit. Kern van zijn poëzie is de metafoor die berust op een vluchtige associatie. Zeker in zijn beginperiode zijn de gedichten niet altijd even toegankelijk.

## Dokter Zjivago

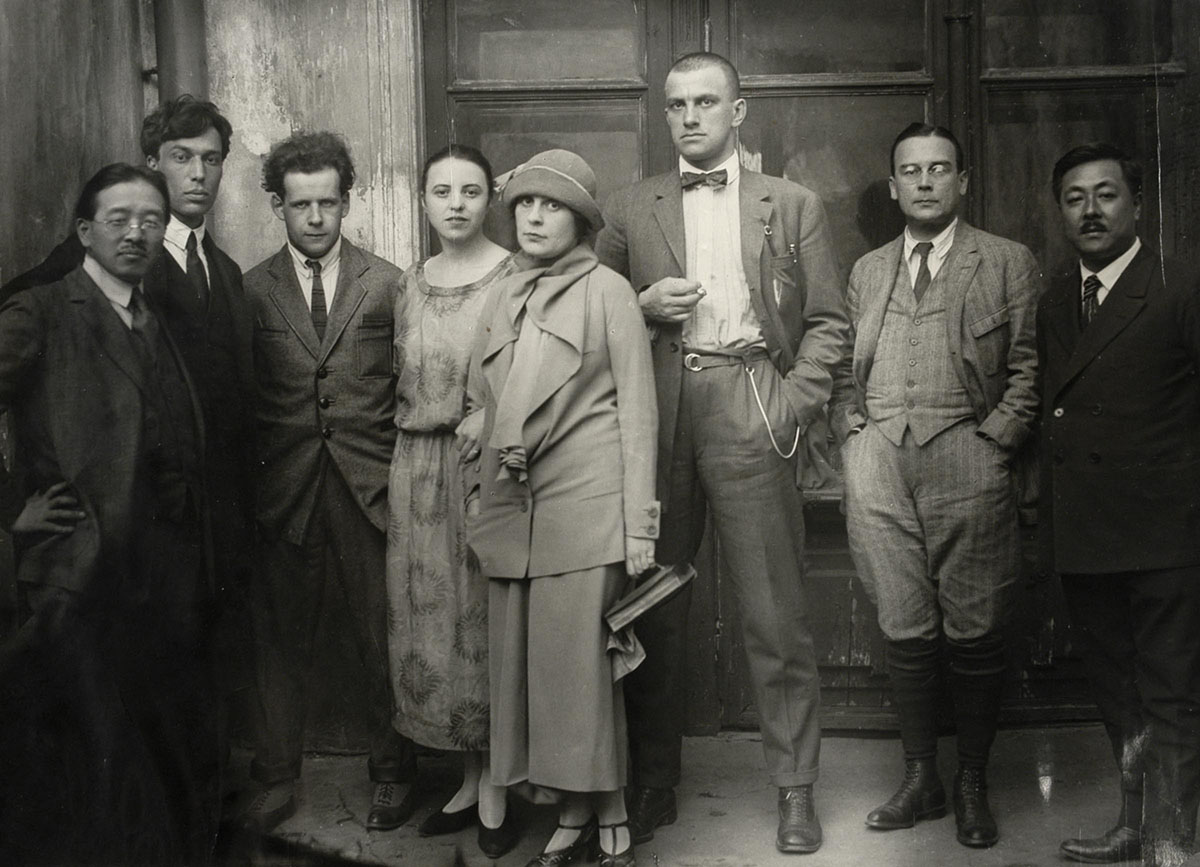
Pasternak (2de v.l.) bij ontvangst Japanse schrijvers in 1924; 3de v.l.: Eisenstein, midden: Lili Brik, affichist Majakovski

Internationale bekendheid verwierf Pasternak met zijn roman Dokter Zjivago. Hierin beschreef hij de lotgevallen van een jonge arts en zijn geliefde Lara (geïnspireerd door zijn maîtresse Olga Ivinskaja) in de periode van de Eerste Wereldoorlog, de Russische Revolutie en de Russische Burgeroorlog. Pasternak voltooide deze roman in 1955, maar door de Russische autoriteiten werd de publicatie ervan verboden, zodat het werk pas in 1957 voor het eerst gepubliceerd werd, niet in de Sovjet-Unie maar in Milaan.

## Nobelprijs
In 1958 werd aan Pasternak de Nobelprijs voor Literatuur toegekend voor zijn bijdrage aan de Russische lyrische poëzie en voor zijn rol in "het voortzetten van de grote Russische epische traditie", maar het werd hem door de regering niet toegestaan de prijs te aanvaarden. De Sovjetautoriteiten noemden de prijs "een politieke daad tegen de Sovjet-Unie". Geïntimideerd door een hetze vanuit de Schrijversbond zag Pasternak uiteindelijk "vrijwillig" van de prijs af. Op 25 oktober 1958 stuurde hij nog een telegram naar de Zweedse Academie waarin hij verklaarde Immensely thankful, touched, proud, astonished, abashed te zijn. Op 29 oktober stuurde hij echter opnieuw een telegram waarin hij verklaarde de "onverdiende" prijs bij nader inzien te weigeren, "de betekenis in aanmerking nemend die eraan gegeven is in de maatschappij".
In 1958 publiceerde Pasternak nog zijn Autobiografisch essay. Ondermijnd door de lastercampagne stierf hij in 1960 aan longkanker. In de Sovjet-Unie stond men toen juist op het punt hem zijn staatsburgerschap te ontnemen en hem naar het buitenland te verbannen.
In 1987 kreeg Pasternak uiteindelijk postuum volledig eerherstel in zijn eigen land, onder het glasnost en perestrojka-beleid van Michail Gorbatsjov (destijds secretaris-generaal van de CPSU). Pasternaks zoon Jevgeni nam in 1989 namens zijn vader alsnog de Nobelprijs voor Dokter Zhivago in ontvangst.

## Literaire werken (selectie)
- Tweeling in de wolken (Близнец в тучах, 1914)

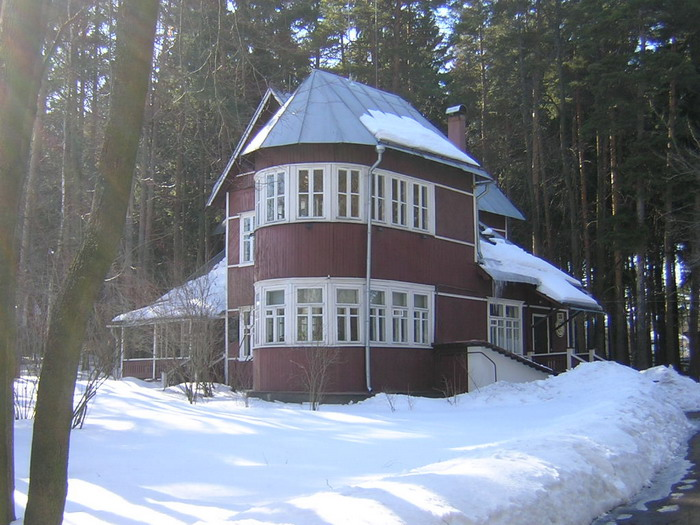
Boris Pasternaks huis in Peredelkino

- Mijn zuster het leven  (Сестра моя — жизнь, 1922)
- De jeugd van Ljoewers (1922)
- Brieven uit Toela (1922)
- Thema’s en variaties (1923)
- Luchtwegen (1924)
- Luitenant Schmidt (poëzie, 1927),
- Het jaar 1905 (Девятьсот пятый год, poëzie, 1926/27)
- Vrijgeleide (1929)
- Spektorskij. Versroman (poëzie, 1931)
- Op vroege treinen (На ранних поездах, 1943)
- De aardse ruimte (Земной простор, 1945)
- Dokter Zjivago (Доктор Живаго, 1958/1987)
- Autobiografisch essay (1958)

## Nederlandse uitgaven

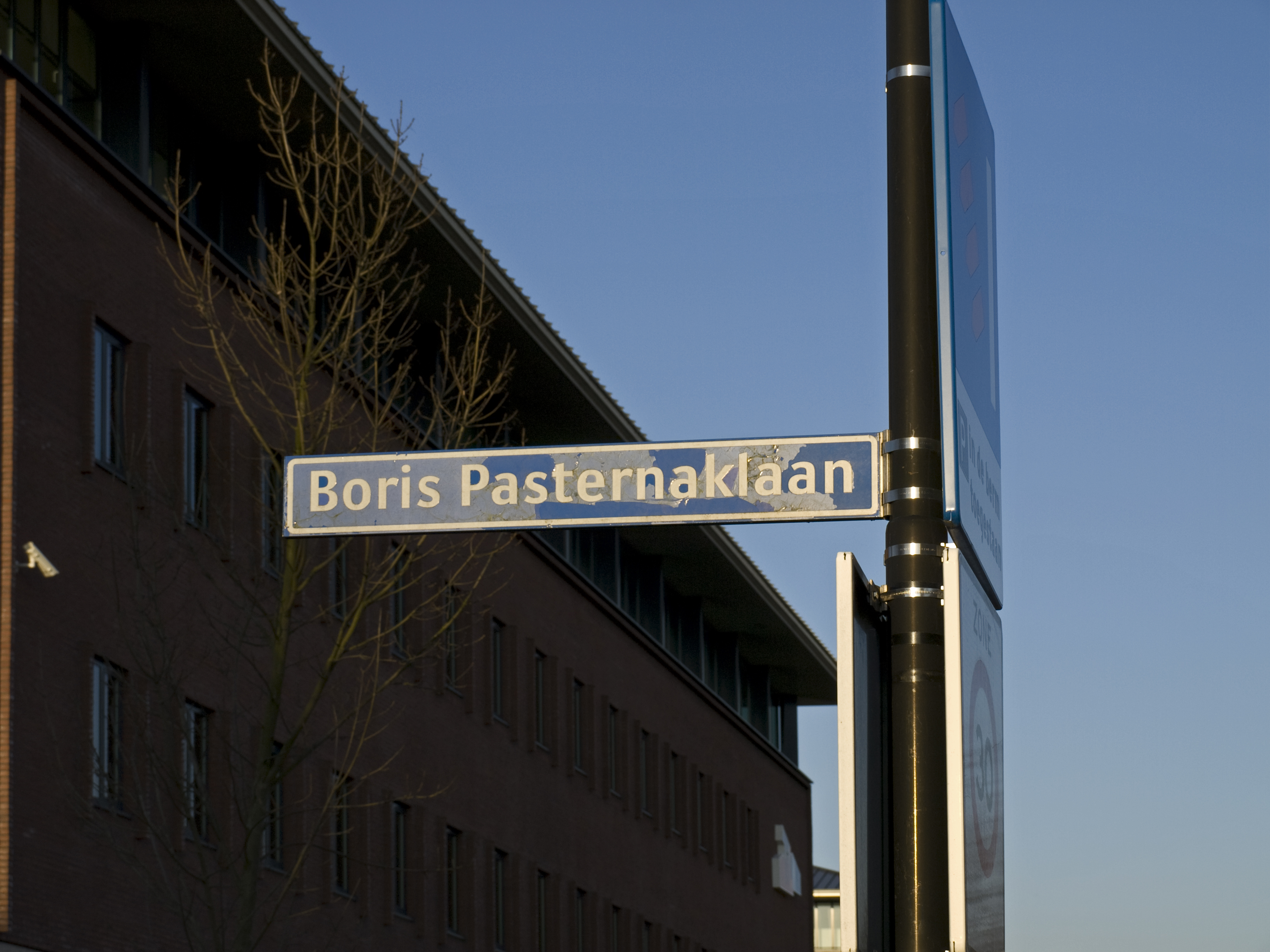
Boris Pasternaklaan in Zoetermeer

- Boris Pasternak: Brieven. (vert. Petra Couvée) Amsterdam, Van Oorschot, 2018. ISBN 978-90-2828-204-9
- Boris Pasternak: Verhalen. (vert. Froukje Slofstra) Amsterdam, Van Oorschot, 2017. ISBN 978-90-2827-015-2
- Boris Pasternak: Gedichten. (vert. Margriet Berg en Marja Wiebes) Amsterdam, Van Oorschot, 2016. ISBN 978-90-2826-074-0
- Boris Pasternak: Dokter Zjivago. (vert. Aai Prins) Amsterdam, Van Oorschot, 2016. ISBN 978-90-2826-073-3
- Boris Pasternak: Dokter Zjivago. (vert. Nico Scheepmaker) Utrecht, Bruna 1958-1959 (2 delen). Geen ISBN. Andere edities (ook in de vertaling van Nico Scheepmaker):
  - Utrecht, Bruna 1958. (Grote Beren, deel 1) Geen ISBN.
  - Utrecht, Bruna: 36de druk, 1974. ISBN 90-229-7001-9
  - Andere reeks: Bruna, Utrecht 1989. ISBN 90-229-7864-8 (1991: ISBN 90-229-7988-1; 3e druk, 1993: ISBN 90-229-8121-5)
  - Amsterdam, Muntinga (Rainbow Essentials) 1999. ISBN 90-417-4007-4
  - Amsterdam, Reader's Digest 2000. ISBN 90-6407-577-8
  - Utrecht, Signatuur 2009. ISBN 978-90-5672-319-4
- Boris Pasternak: Peredelkino. (vert. Petra Couvée) Rotterdam, Uitgeverij Douane, 2005. ISBN 90-808804-6-9
- Boris Pasternak en Olga Freidenberg: Contradans in brieven 1910-1954. (vert. Kristien Warmenhoven) Amsterdam, De Arbeiderspers 1998. Privé-domein nr. 142. ISBN 90-295-3323-4
- Boris Pasternak: Autobiografische geschriften ("Vrijgeleide" (1929) en "Autobiografisch essay" (1958)). (vert. Charles B. Timmer) Amsterdam, Arbeiderspers 1990. Privé-domein nr. 162. ISBN 90-295-3380-3
- Boris Pasternak: De gedichten van Jurij Zivago. (vert. Frans-Joseph van Agt) Leiden, De Lantaarn, 1985. ISBN 90-6889-012-3
- Kwartet: Osip Mandelstam, Anna Achmatova, Marina Tsvetajeva en Boris Pasternak. (vert. Charles B. Timmer) Amsterdam, De Arbeiderspers, 1982. ISBN 90-295-4870-3
- Boris Pasternak: Vier verhalen ("Il tratto di Apelle", "De jeugd van Ljoewers", "Luchtwegen", "Een verhaal"). (vert. Charles B. Timmer) Amsterdam, De Arbeiderspers, 1979. Russische Miniaturen, deel 8. ISBN 90-282-0468-7
- Boris Pasternak: Autobiografische geschriften, gedichten, verhalen en essays. (vert. Charles B. Timmer) Den Haag, 1970. Geen ISBN.
- Boris Pasternak: Brieven aan mijn Georgische vrienden. (vert. Margaretha Ferguson) Utrecht, Bruna, 1969. (Witte Beertjes, nr. 1236) Geen ISBN.
- Boris Pasternak: Autobiografisch essay (1958). (vert. en inl. Charles B. Timmer) Amsterdam, Polak & Van Gennep 1967. Geen ISBN.
- Boris Pasternak en anderen: Russische verhalen van deze tijd. (vert. Jeanne Liedmeier) Utrecht, Het Spectrum, 1963. Geen ISBN.
- Moedertje Rusland: een keur der beste verhalen van Pasternak, Dostojewskij, Tsjechow [en] Gogolj. (vert.: Christof Kobelt) (Bevat onder meer: "Shenja's kinderjaren" van Pasternak) Amsterdam, Meulenhoff, 1959. Geen ISBN.
- Boris Pasternak: Vrijgeleide (1929). (vert.: Charles B. Timmer) Baarn, Hollandia 1959. Geen ISBN.
- Boris Pasternak: Gedichten. (vert.: Charles B. Timmer) Amsterdam, Van Oorschot 1958. Geen ISBN.

## Muzikale werken
Er zijn weinig composities van Pasternak bewaard gebleven (of teruggevonden). De enige voltooide werken die bekend zijn, zijn twee preludes en een eendelige sonate:
- Prelude in dis 1906
- Prelude in gis 1906
- Sonate in b 1909